# Ministerio del Aire (España)
El Ministerio del Aire fue el departamento ministerial encargado de la aviación civil y militar en España durante el gobierno del general Franco, concretamente entre los años 1939 y 1977.
Al finalizar la Guerra Civil Española fue creado en 1939 por Ley de 8 de agosto de 1939, cuya organización y funciones quedaron reguladas posteriormente. Existió hasta 1977 en que se suprimió con el R.D. 1558/77, de 4 de julio, cuando el presidente del gobierno Adolfo Suárez creó el Ministerio de Defensa que integró a los ministerios del Aire, Ejército y Marina.

## Historia
Durante la Segunda República había existido la Dirección General de Aeronáutica, un organismo que tenía bajo su jurisdicción tanto a la aviación militar y como la civil, pero desapareció tras el comienzo de la Guerra Civil.
Los antecedentes directos del Ministerio encuentran en el Ministerio de Defensa Nacional creado durante Primer gobierno franquista (1938) y bajo las órdenes del entonces comandante del Ejército del Norte, Fidel Dávila Arrondo. Quedaban agrupados bajo su control las tres ramas de las Fuerzas Armadas: Ejército, Armada y Aviación. En 1939 por Ley de 8 de agosto de 1939 se define y regula el Ministerio del Aire, cuya organización y funciones quedaron delimitadas por Decreto de 1 de septiembre de 1939. El general Juan Yagüe fue nombrado nuevo Ministro del Aire, con Fernando Barrón Ortiz como Subsecretario de Aire.
Tras el final de la Guerra Civil, el ministro de Aire intentó construir un nuevo Ejército del Aire contando con la ayuda de la Alemania nazi e Italia, y con la clara intención de que participase en la guerra mundial en favor del Eje. Al comienzo de la II Guerra Mundial el nuevo Ejército del Aire disponía de 14 regimientos y tres grupos aéreos, compuestas a su vez por 172 cazas y 164 bombardeos de distinto tipo, junto a 82 aviones de cooperación y otros 75 aparatos de distinto tipo capturados a los republicanos. Los informes emitidos por el Estado Mayor, sin embargo, dejaban en evidencia el mal estado en que se encontraban los aviones, la falta de repuestos y de combustible. Al final el proyecto para ampliar la Fuerza aérea fue un fracaso dada la situación del país, y Yagüe fue destituido y sustituido por Juan Vigón. Desde 1940 se buscaron diferentes emplazamientos para la futura sede del Ministerio, tras diversas opciones se elige el solar de Moncloa. Se adquieren los solares por el Ayuntamiento de Madrid, siendo alcalde Alberto Alcocer; El general Vigón encarga al arquitecto Luis Gutiérrez Soto la renovación de la zona y el diseño del nuevo edificio. Aunque el edificio no fue completamente acabado hasta 1958, ya en 1954 estaba cumpliendo su misión.
El Ministro de Aire persistió hasta 1977 en que se suprimió con el R.D. 1558/77, del 4 de julio, cuando el presidente del gobierno Adolfo Suárez creó el Ministerio de Defensa que integró a los ministerios del Aire, Ejército y Marina, durante la Transición política, tras las primeras elecciones generales de ese mismo año.

## Estructura orgánica
El 5 de septiembre de 1939 se organizó la estructura del Ministerio, quedando compuesto de los siguientes departamentos:
- Estado Mayor del Aire.
- Subsecretaría del Aire: dependientes las direcciones generales de Aviación Civil, de Personal, de Infraestructura, de Material y de Antiaeronáutica (antiaérea).
- Consejo Superior Consultivo.
- Secretaría Particular del Ministro.
- Secretaría General y Técnica.
- Secretaría Política.
- Junta Técnica Administrativa.
- Asesoría Jurídica.

## Ministros titulares
| Nombre                         | Retrato | Inicio                  | Final                   | Gobierno                                        | Notas                                    |
| ------------------------------ | ------- | ----------------------- | ----------------------- | ----------------------------------------------- | ---------------------------------------- |
| Juan Yagüe Blanco              |         | 9 de agosto de 1939     | 27 de junio de 1940     | II Gobierno de Franco                           |                                          |
| Juan Vigón                     |         | 27 de junio de 1940     | 20 de julio de 1945     | II, III y IV Gobiernos de Franco                |                                          |
| Eduardo González-Gallarza      |         | 20 de julio de 1945     | 25 de febrero de 1957   | V, VI y VII Gobiernos de Franco                 |                                          |
| José Rodríguez Díaz de Lecea   |         | 25 de febrero de 1957   | 10 de julio de 1962     | VIII Gobierno de Franco                         |                                          |
| José Daniel Lacalle Larraga    |         | 10 de julio de 1962     | 29 de octubre de 1969   | IX, X y XI Gobiernos de Franco                  |                                          |
| Julio Salvador y Díaz-Benjumea |         | 29 de octubre de 1969   | 3 de enero de 1974      | XII Gobierno de Franco Gobierno Carrero Blanco  |                                          |
| Mariano Cuadra Medina          |         | 3 de enero de 1974      | 11 de diciembre de 1975 | I y II Gobiernos de Arias Navarro               |                                          |
| Carlos Franco Iribarnegaray    |         | 11 de diciembre de 1975 | 4 de julio de 1977      | III Gobierno de Arias Navarro I Gobierno Suárez | Integración en el Ministerio de Defensa. |